# Diéthyl-p-phénylènediamine
Pour les articles homonymes, voir DPD.
La diéthyl-p-phénylènediamine ou DPD, est une amine aromatique utilisée comme réactif pour le dosage du chlore, du brome et de l'ozone dans l'eau via colorimétrie.

## Réaction
Le réactif est disponible sous forme de sel de sulfate et est oxydé par le chlore, le brome ou l'ozone sur l'amine tertiaire par perte d'un électron. L'amine tertiaire oxydée est stabilisée par le cycle aromatique. Il faut donc deux molécules de réactif par molécule de chlore pour produire deux ions chlorure à partir d'une molécule de chlore.
Le cation formé est un colorant de couleur rouge dont la concentration peut être mesurée par dosage colorimétrique à 515 nm dans un intervalle compris entre 0,7  à   56×10-6 mol·l-1 et jusqu'à 200×10-6 mol·l-1 à 324 nm. Ce réactif ne permet de détecter que les molécules libres dans l'eau.